# Arnold Böcklin

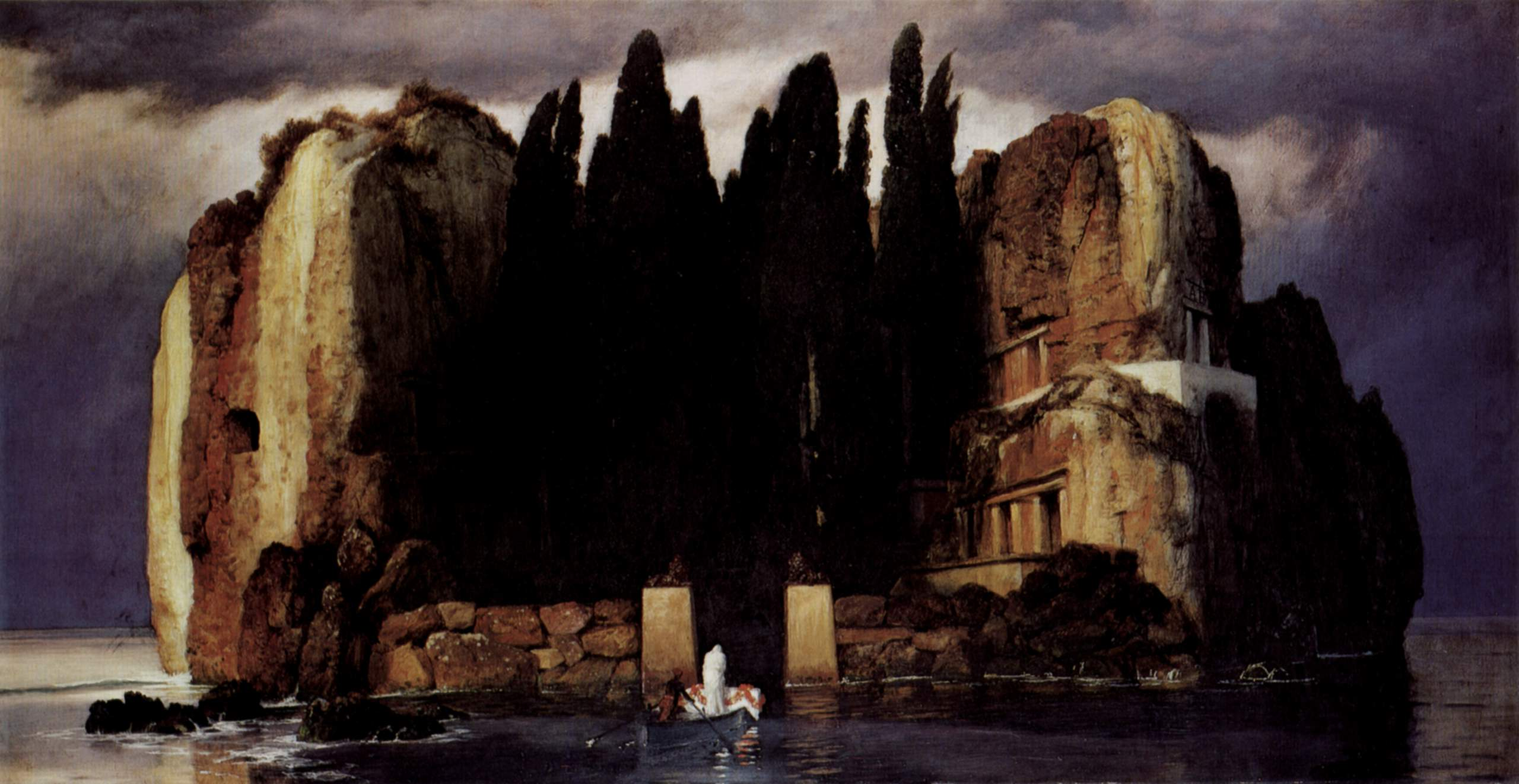
Het Dodeneiland, 1883.

Arnold Böcklin (Bazel, 16 oktober 1827 – San Domenico bij Fiesole, provincie Florence, 16 januari 1901) was een Zwitserse schilder, tekenaar, graficus en beeldhouwer. Hij geldt als een van de belangrijkste beeldende kunstenaars van de 19e eeuw in Europa. Zijn werk wordt gerekend tot het symbolisme.

## Biografie
Böcklin studeerde aan de academie van Düsseldorf en was van 1860 tot 1862 leraar aan de Kunstschule te Weimar. Van 1862 tot 1866 was hij werkzaam in Rome.
Onder de indruk van de Frans-Duitse Oorlog van 1870 schilderde hij zijn eerste centaurengevecht en dit werk baarde zoveel opzien, dat het de pers haalde. Meer dan tien jaar eerder had hij al twee versies geschilderd van de bos- en herdersgod Pan.

## Werken
Böcklin is vooral bekend van zijn vijf versies van Die Toteninsel (Het Dodeneiland). Het schilderij beschrijft het verhaal dat men via de rivier des doods naar het eiland van de doden gaat. Er heerst een dreigende sfeer in het werk. Dit werk heeft tot op de dag van vandaag veel invloed gehad op de kunst, muziek en film.